# Staurophora tridentifera
Staurophora tridentifera är en fjärilsart som beskrevs av Schultz. Staurophora tridentifera ingår i släktet Staurophora och familjen nattflyn. Inga underarter finns listade i Catalogue of Life.